# H. Keith Thompson
Harold Keith Thompson (* 17. September 1922 in Orange, New Jersey; † 3. März 2002) war ein in New York City tätiger US-amerikanischer Rechtsextremist und Autor mit internationalen Kontakten.

## Leben
Thompson wurde 1922 in Orange im Bundesstaat New Jersey geboren. An der Yale University begann er ein Studium des Seerechts. Als Mitglied des German American Bund und des America First Committee sprach er sich im Zweiten Weltkrieg gemeinsam mit seinem Freund George Sylvester Viereck gegen den Kriegseintritt der USA aus. Am 27. Juli 1941 wurde er von der nationalsozialistischen Führung zum Sonderbeauftragten der Auslandsabteilung des Sicherheitsdienstes im Rang eines SS-Sturmbannführers ernannt.
Nach Kriegsende kehrte Thompson nach Yale zurück und schloss sein Studium ab, worauf er 1946–1947 im Rahmen der Operation Highjump an einer Expedition in die Antarktis unter der Leitung von Richard Evelyn Byrd teilnahm. In dieser Zeit befreundete er sich mit Otto Skorzeny und gründete mit ihm zusammen die Organisation ODESSA.
In den 1950er Jahren nahm Thompson Kontakt zu Otto Ernst Remer auf und ließ sich 1951 beim Justizministerium als Abgeordneter der Sozialistischen Reichspartei eintragen, bis diese Partei 1952 verboten wurde. In derselben Zeit hatte er auch Kontakte zur 1949 gegründeten neo-faschistischen National Renaissance Party. Gemeinsam mit Francis Parker Yockey führte er eine Kampagne zugunsten von Remer, der 1952 im Remer-Prozess angeklagt wurde. Thompson hielt seinen Kontakt mit Yockey bis zu dessen Tod 1960 aufrecht. In einem Artikel aus dem Jahre 1954 unter dem Titel Ich bin ein amerikanischer Faschist in der Zeitschrift Exposé drückte Thompson seine „tiefe Bewunderung“ für das Dritte Reich und Adolf Hitler aus und verurteilte die Nürnberger Prozesse gegen die „Führer und Helden“ des Nationalsozialismus als „abgefeimt und abscheulich“ (vicious and vilely dishonorable). Bei einem Besuch in Kairo bemühte er sich, Verbindungen zum Nasser-Regime aufzubauen, und pflegte daneben Beziehungen mit Mohammed Amin al-Husseini und dem Islam-Konvertiten Johann von Leers. In den USA tat sich der wohlhabende Unternehmer als Förderer der Republikaner hervor und finanzierte beispielsweise die Karrieren von Jesse Helms, Oliver North und Pat Buchanan.
In seinen späteren Jahren zog sich Thompson weitgehend aus der Öffentlichkeit zurück, abgesehen von seinen Stellungnahmen zum Bombenanschlag in Oklahoma City. Nachdem er das Attentat zunächst begrüßt hatte, änderte er daraufhin seine Position und verurteilte es als Versuch der Regierung, das Ansehen der Rechtsextremen zu zerstören. 
Für den Internationalen Verband zur Förderung von Ethnologie und Eugenik (IAAEE), der auch die Rassentrennung befürwortete, schrieb Thompson eine Reihe von Pamphleten. Im literarischen Bereich war er auch als Herausgeber unter anderem für Fulgencio Batista, Karl II. von Rumänien und Hans-Ulrich Rudel tätig. Für das Journal of Historical Review des Institute for Historical Review, das Publikationen zur Holocaustleugnung veröffentlicht, hat Thompson einige Artikel über Karl Dönitz verfasst, den er als den „letzten Präsidenten des vereinigten Deutschlands“ bezeichnet.
Neben seiner politischen und schriftstellerischen Tätigkeit war Thompson im Bereich der Öffentlichkeitsarbeit tätig. Er starb 2002.